# Доун, Джош
Джош Доун (англ. Joshua Thomas Doan; род. 1 февраля 2002, Скотсдейл, Аризона) — американский хоккеист, нападающий клуба национальной хоккейной лиги «Баффало Сейбрз». Игрок сборной США по хоккею с шайбой.  Чемпион мира 2025 года.

## Биография
Выросший в Аризоне, Доун играл в хоккейной команде «Феникс Джуниор Койотс». «Чикаго Стил» из Хоккейной лиги США выбрала его на драфте 2018 года. В сезоне 2019/2020 годов Джош присоединился к этому коллективу.

## Клубная карьера
21 Июня 2019 года Доун объявил о своем намерении выступать за Университет штата Аризона В сезоне 2021/22 годов стал играть за эту команду.
24 июля 2021 года «Аризона Койотис» выбрала Доуна во втором раунде под общим 37-м номером на драфте НХЛ 2021 года. Отец — Шейн Доун всю свою 21-летнюю карьеру в НХЛ провёл в «Койотс» и ранее занимал должность директора по развитию хоккея в команде.
16 марта 2023 года Джош подписал трёхлетний контракт начального уровня с «Аризона Койотис». Поскольку его контракт должен был вступить в силу только в сезоне 2023/2024 годов, Доун подписал контракт с «Тусон Роудраннерс» из Американской хоккейной лиги (АХЛ) до конца сезона.
25 марта 2024 года был отозван в «Аризону Койотис». На следующий день дебютировал в НХЛ и забил два гола (включая победный гол) в матче против «Коламбус Блю Джекетс», стал первым игроком в истории НХЛ, забившим несколько голов в дебютном матче.
Сезон 2024/2025 года Джош провёл в «Юте», сыграв 51 игру, забив 7 шайб и сделав 12 результативных передач.
25 июня 2025 года вместе с Майклом Кесселрингом был обменян в «Баффало Сейбрз» на Джона-Дженсона Петерку.

## Карьера в сборной
В 2025 году Джош Доун был включен в состав первой сборной для участия в чемпионате мира, который проходил в Швеции и Дании, на котором сборная США выиграла золото.